# Juan Martín Amieva
Juan Martín Amieva (San Luis, Provincia de San Luis, Argentina; 27 de septiembre de 1988) es un futbolista argentino. Juega de delantero y su equipo actual es Cipolletti.

## Estadísticas
| Club                              | Div.          | Temporada     | Liga  | Liga  | Copas nacionales(1) | Copas nacionales(1) | Total | Total | Media |
| Club                              | Div.          | Temporada     | Part. | Goles | Part.               | Goles               | Part. | Goles | Media |
| --------------------------------- | ------------- | ------------- | ----- | ----- | ------------------- | ------------------- | ----- | ----- | ----- |
| Defensores de Belgrano Argentina  | 3.ª           | 2006-07       | ?     | ?     | —                   | —                   | ?     | ?     | ?     |
| Defensores de Belgrano Argentina  | 3.ª           | 2007-08       | ?     | ?     | —                   | —                   | ?     | ?     | ?     |
| Defensores de Belgrano Argentina  | Total club    | Total club    | 21    | 2     | 0                   | 0                   | 21    | 2     | 0,10  |
| KSC Lokeren · Bélgica             | 1.ª           | 2009-10       | 0     | 0     | —                   | —                   | 0     | 0     | 0,00  |
| KSC Lokeren · Bélgica             | Total club    | Total club    | 0     | 0     | 0                   | 0                   | 0     | 0     | 0,00  |
| Deportes Antofagasta · Chile      | 2.ª           | 2010          | 17    | 2     | —                   | —                   | 17    | 2     | 0,12  |
| Deportes Antofagasta · Chile      | Total club    | Total club    | 17    | 2     | 0                   | 0                   | 17    | 2     | 0,12  |
| Huracán (CR) Argentina            | 4.ª           | 2011-12       | 14    | 1     | —                   | —                   | 14    | 1     | 0,07  |
| Huracán (CR) Argentina            | Total club    | Total club    | 14    | 1     | 0                   | 0                   | 14    | 1     | 0,07  |
| Huracán (San Rafael) Argentina    | 4.ª           | 2012-13       | 23    | 10    | —                   | —                   | 23    | 10    | 0,43  |
| Huracán (San Rafael) Argentina    | 4.ª           | 2014          | 14    | 4     | 2                   | 1                   | 16    | 5     | 0,31  |
| Huracán (San Rafael) Argentina    | Total club    | Total club    | 37    | 14    | 2                   | 1                   | 39    | 15    | 0,38  |
| Barracas Central Argentina        | 3.ª           | 2013-14       | 10    | 0     | —                   | —                   | 10    | 0     | 0,00  |
| Barracas Central Argentina        | Total club    | Total club    | 10    | 0     | 0                   | 0                   | 10    | 0     | 0,00  |
| Alianza (Cutral-Có) Argentina     | 3.ª           | 2015          | 21    | 8     | —                   | —                   | 21    | 8     | 0,38  |
| Alianza (Cutral-Có) Argentina     | Total club    | Total club    | 21    | 8     | 0                   | 0                   | 21    | 8     | 0,38  |
| Gimnasia y Tiro Argentina         | 3.ª           | 2016          | 12    | 5     | 3                   | 2                   | 15    | 7     | 0,47  |
| Gimnasia y Tiro Argentina         | 3.ª           | 2016-17       | 26    | 17    | 1                   | 2                   | 27    | 19    | 0,70  |
| Gimnasia y Tiro Argentina         | Total club    | Total club    | 38    | 22    | 4                   | 4                   | 42    | 26    | 0,62  |
| Gimnasia (Mendoza) Argentina      | 3.ª           | 2017-18       | 10    | 2     | —                   | —                   | 10    | 2     | 0,20  |
| Gimnasia (Mendoza) Argentina      | Total club    | Total club    | 10    | 2     | 0                   | 0                   | 10    | 2     | 0,20  |
| Estudiantes (San Luis) Argentina  | 3.ª           | 2018-19       | 18    | 7     | 5                   | 2                   | 23    | 9     | 0,39  |
| Estudiantes (San Luis) Argentina  | 3.ª           | 2020          | 8     | 2     | 1                   | 1                   | 9     | 3     | 0,33  |
| Estudiantes (San Luis) Argentina  | Total club    | Total club    | 26    | 9     | 6                   | 3                   | 32    | 12    | 0,37  |
| Mushuc Runa · Ecuador             | 1.ª           | 2019          | 9     | 5     | —                   | —                   | 9     | 5     | 0,55  |
| Mushuc Runa · Ecuador             | Total club    | Total club    | 9     | 5     | 0                   | 0                   | 9     | 5     | 0,55  |
| Independiente Rivadavia Argentina | 2.ª           | 2020          | 0     | 0     | —                   | —                   | 0     | 0     | 0     |
| Independiente Rivadavia Argentina | Total club    | Total club    | 0     | 0     | 0                   | 0                   | 0     | 0     | 0     |
| Total carrera                     | Total carrera | Total carrera | 203   | 65    | 12                  | 8                   | 215   | 73    | 0,33  |